# Microgomphus schoutedeni
Microgomphus schoutedeni – gatunek ważki z rodziny gadziogłówkowatych (Gomphidae). Stwierdzony w Ugandzie, Demokratycznej Republice Konga i Angoli.